# Anthomyia parvilamina
Anthomyia parvilamina är en tvåvingeart som beskrevs av Feng 1987. Anthomyia parvilamina ingår i släktet Anthomyia och familjen blomsterflugor. Inga underarter finns listade i Catalogue of Life.